# Colin Campbell (Videokünstler)
Colin Campbell (* 12. Juni 1942 in Reston, Manitoba; † 31. Oktober 2001 in Toronto) war ein kanadischer Videokünstler.

## Leben und Werk
Colin Campbell wurde 1942 in Reston geboren und studierte an der nahegelegenen University of Manitoba. Er 1966 legte dort den Bachelor ab. 1969 folgte der Master an der Claremont Graduate University, Kalifornien. Seit 1973 lebte und arbeitete Campbell wieder in Kanada. Campbell lehrte an der Mount Allison University in Sackville Westmorland County, an der OCAD University in Toronto und im Fachbereich für Kulturwissenschaften an der University of Toronto. Campbell hat zwei unveröffentlichte Novellen geschrieben und etwa 50 Videos gedreht. Bekannt sind True/False (1972), Skin (1992), The Woman from Malibu (1976), Robin, Coleena und Que Sera Sera (2001).
Campbell vertrat sein Land Kanada 1982 auf der Biennale von Venedig. Der frühere Partner John Greyson beschrieb Campbell in einem Nachruf 2002: „Toronto video artist, writer, teacher, gender terrorist. With impeccable style and atrocious wigs, he represented Canada at the 1982 Venice Biennale […] founded the Visual Studies Program at the University of Toronto and gave great dinner parties.“
Colin Campbell hatte die Videokünstler Lisa Steele, John Greyson und später George Hawkens zum Partner. Zu seinen engen Freunden zählten die Filmemacherinnen Almerinda Travarssos, Margaret Moores, Tanya Mars, die Performancekünstlerin Johanna Householder und Rodney Werden.
Sieben Jahre nach seinem Tod wurde zur Jahreswende 2008/2009 in Oakville (Ontario) eine Retrospektive mit seinen Videoarbeiten gezeigt: People Like Us: The Gossip of Colin Campbell (deutsch: „Leute wie wir: Die Gerüchte von Colin Campbell“), zu der ein gleichnamiger Katalog erschien. Der Ausstellungskurator Jon Davies sagte dazu:

“In Colin’s work gossip is a force for bringing together and cohering a group of people into a social scene […] The play between truth and fiction is a fine line. When you’re being told a really great story it often doesn’t really matter if it’s true or not.”

Davies beschrieb die Videoarbeiten: „Campbell konstruierte die Identitäten seiner verschiedenen Persönlichkeiten und Charaktere durch diegenigen, über die diese redeten“. Obwohl Davies ihn nie persönlich kennengelernt hatte, erklärte er: „Campbell sah sich selbst als bisexuell und doppelgeschlechtlich“. Eine Selbstdefinition als bigender (eine nichtbinäre Geschlechtsidentität) ist aber nicht bekannt; sowohl der Ausstellungskatalog wie auch Presseberichte beschreiben Campbell als männlichen Künstler, der mit Geschlechterrollen und sexuellen Orientierungen spielte.

## Auszeichnung
- 1997: Bell Canada Lifetime Achievement in Video

## Ausstellungen
- 1977: documenta 6, Kassel[5]
- 1982: Biennale di Venezia, Venedig[2] (andere Quellen nennen das Jahr 1980)[1][6]
- 1982: O Kanada Akademie der Künste, Berlin
- 1992: 3. Istanbul Biennale, Istanbul

posthum:
- 2008/2009: People like us: The Gossip of Colin Campbell. Oakville Galleries at Centennial Square, Oakville (Ontario), kuratiert von Jon Davies.[3][4]

## Sammlungen
- Museum of Modern Art in New York
- Centre Georges-Pompidou in Paris
- National Gallery of Canada in Ottawa